# Port de Bercy
Port de Bercy ist eine Uferstraße im 12. Arrondissement von Paris.

## Lage
Die Straße Port de Bercy verläuft am rechten Ufer der Seine zwischen dem Boulevard Poniatowski und der Pont de Bercy. Es ist der Weg zu den ehemaligen Lagerhallen von Bercy. Oberhalb verläuft der Quai de Bercy, eine der Uferschnellwege in Paris.

## Namensursprung
Der Name kommt daher, dass die Gemeinde Bercy bis zur Eingemeindung nach Paris im Jahre 1860 hier einen Hafen betrieb.

## Geschichte
Die Uferstraße lag auf dem Territorium der Gemeinde Bercy, die hier ihre Lagerhäuser hatte. Den heutigen Namen bekam die Straße per Dekret vom 18. Juli 1905.
Von der ehemaligen Hafenanlage ist heute wenig geblieben; außer den Aktivitäten der Groupe cimentier Lafarge gibt es nur noch Anleger für eine Fähre und für Privatboote.

## Ansichten von der Uferstraße

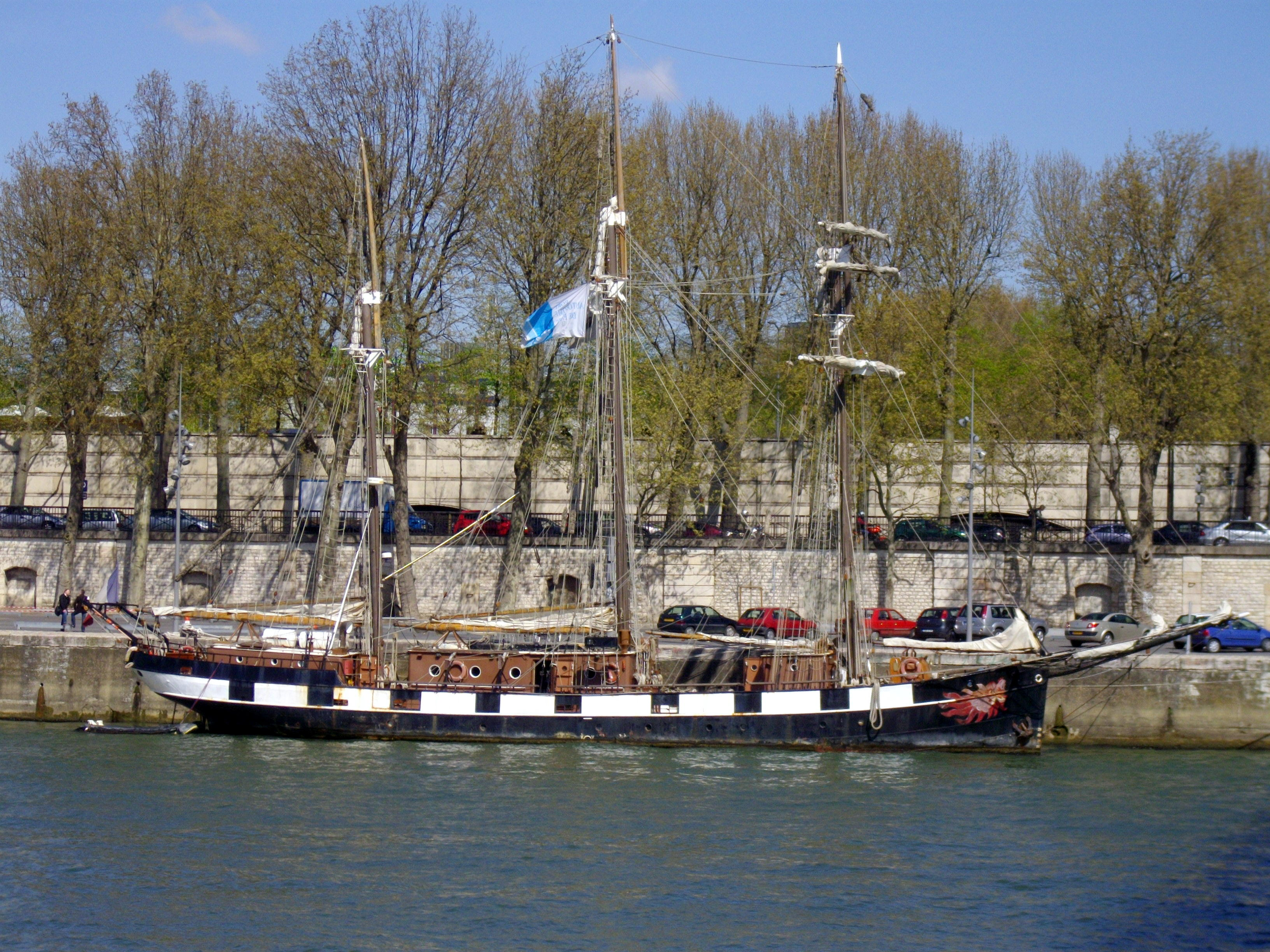
La Boudeuse am Port de Bercy
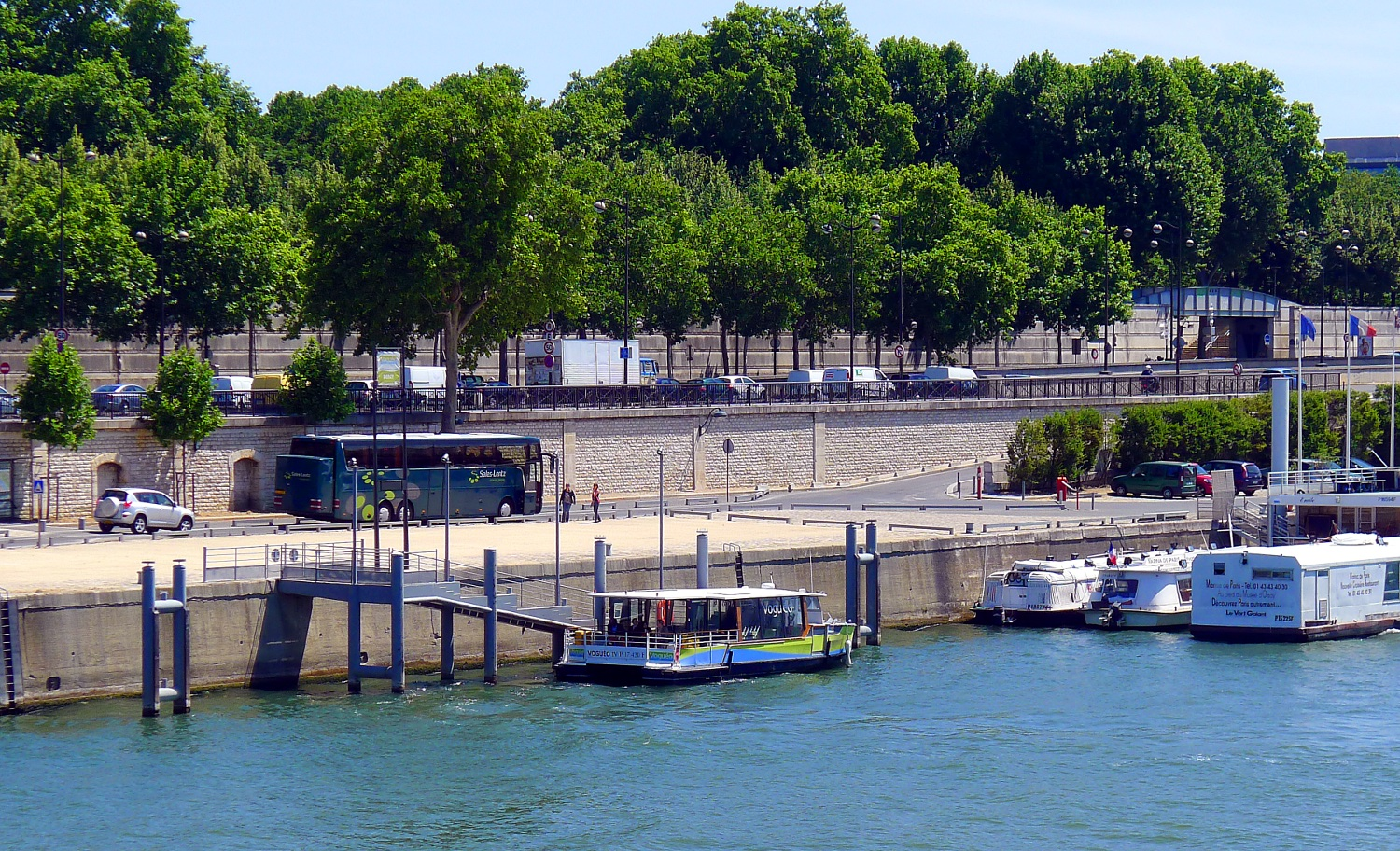
Station Voguéo am Port de Bercy; darüber der Quai de Bercy
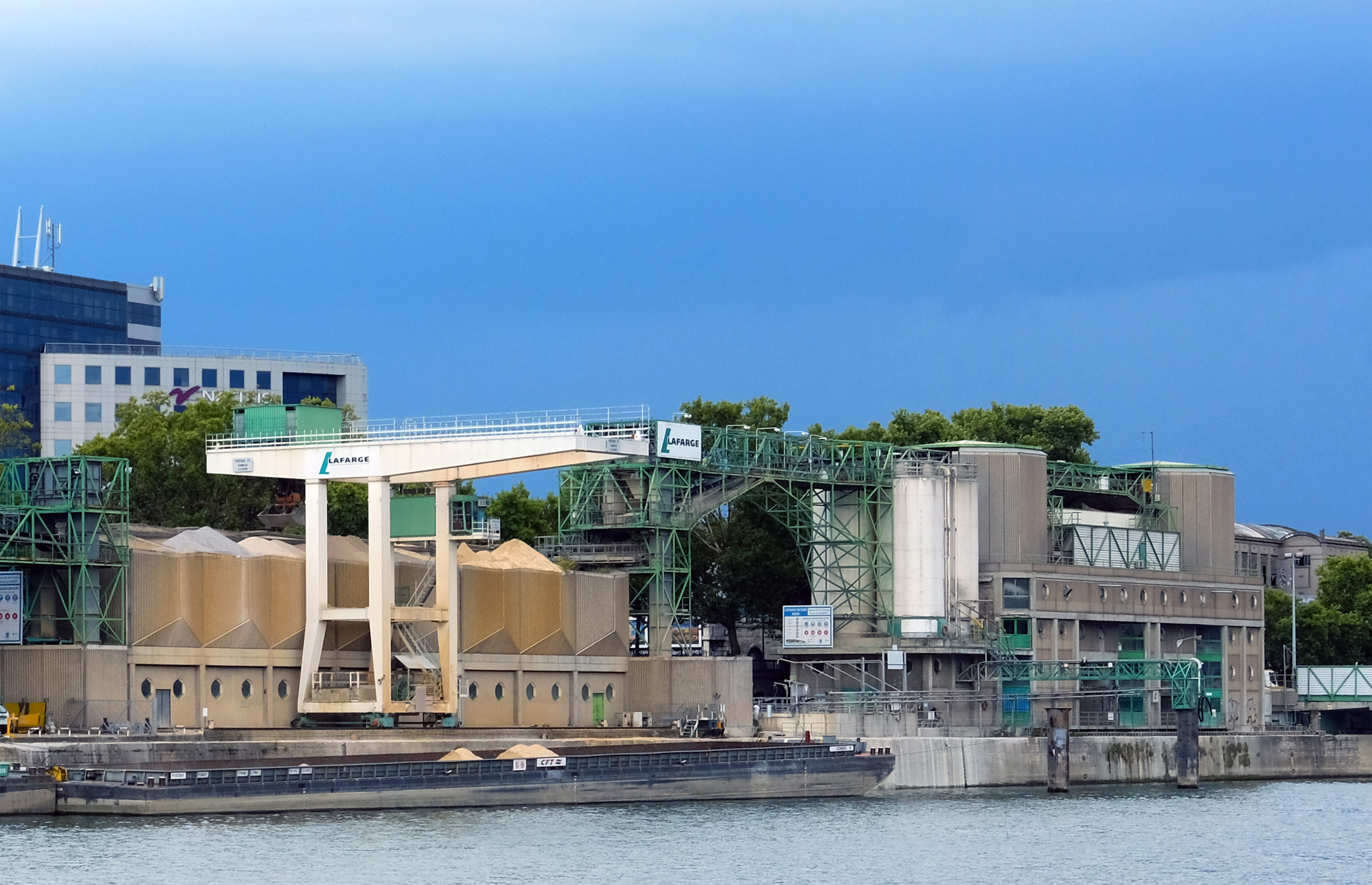
Hafenanlagen der Groupe cimentier Lafarge
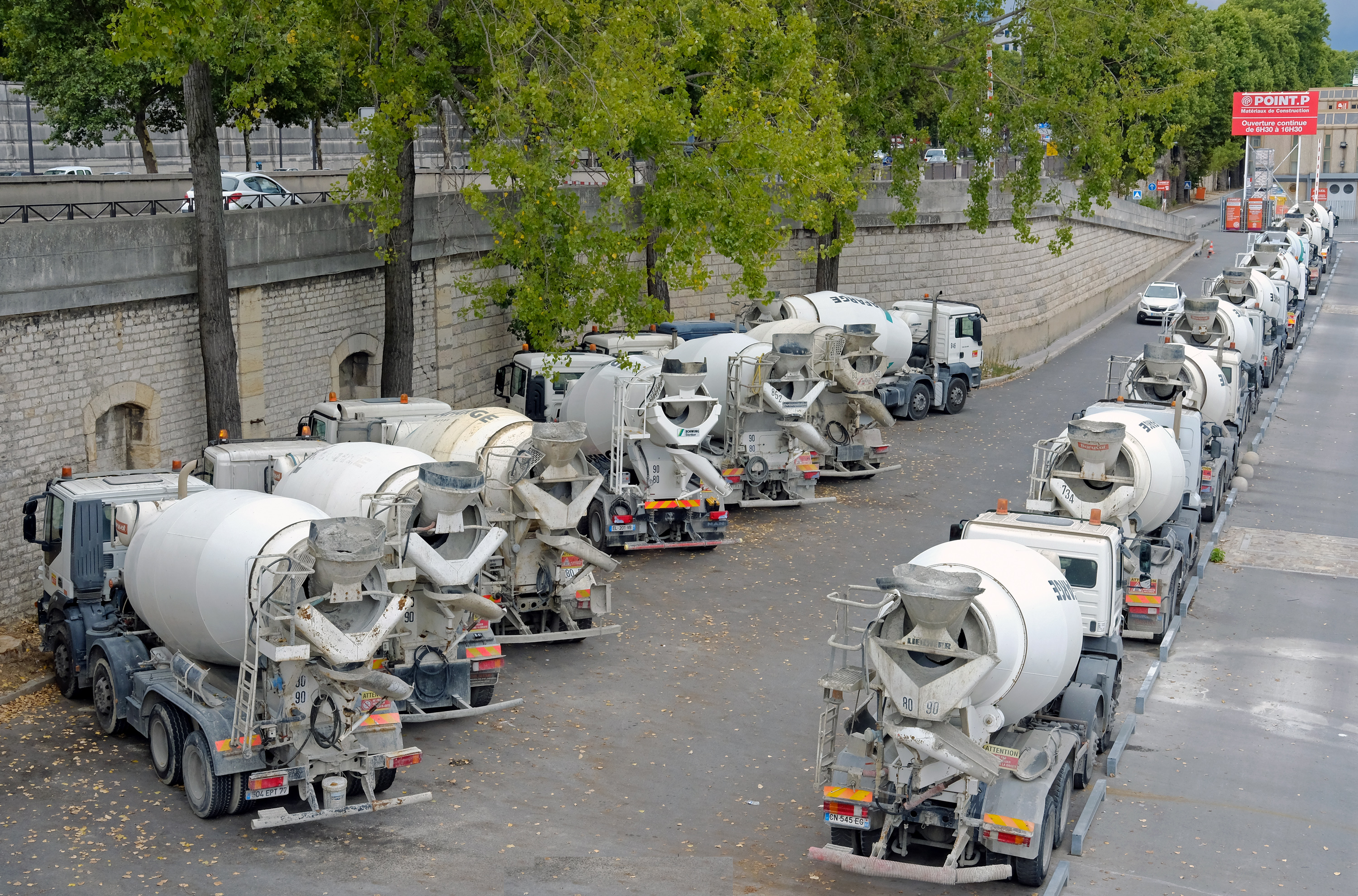
Fahrmischer warten auf ihre Ladung